# Personaggi del franchise di Mario

Una selezione di personaggi di Mario. Da sinistra: Goomba, Koopa Paratroopa, Wario, principessa Daisy, Toad, Donkey Kong, principessa Peach, Mario, Bowser, Luigi, Yoshi, Rosalinda, Waluigi, Boo e Koopa Troopa

Il franchise di Mario presenta numerosi personaggi che vivono nel Regno dei Funghi o in altre località come l'Isola Delfina. Il ruolo di questi personaggi può variare a seconda dei titoli in cui compaiono, secondo uno stile che Shigeru Miyamoto ha attinto da fumettisti quali Osamu Tezuka e Fujio Akatsuka, nonché da Elzie Crisler Segar:
(Shigeru Miyamoto)
I personaggi di Mario compaiono infatti, oltre che nei classici platform dove l'eroe baffuto deve salvare la principessa, anche in titoli di genere rompicapo, sportivo (in particolare simulatori di guida), di ruolo o educativo.

## Personaggi principali

### Mario
È un baffuto idraulico italoamericano vestito di rosso, protagonista del franchise. Nella maggior parte dei titoli principali del franchise cerca di salvare la principessa Peach, la quale viene rapita quasi sempre da Bowser.

### Luigi
È il fratello gemello minore di Mario. Anche lui è un baffuto idraulico italoamericano, ma a differenza del fratello maggiore, è vestito di verde, è più magro ed è più alto, oltre che più impacciato.

### Principessa Peach
È la principessa e sovrana del Regno dei Funghi. Spesso viene rapita da Bowser e salvata da Mario.

### Bowser
È il re dei Koopa e antagonista principale della serie. Minaccia costantemente il Regno dei Funghi, rapendo spesso la principessa Peach. A Mario spetta il compito di sconfiggerlo e salvare la principessa in pericolo.

### Toad
È una specie senziente di funghi umanoidi che vive nel Regno dei Funghi, alcuni di questi hanno ruoli importanti:
- Mastro Toad, maggiordomo e padrino della principessa Peach.
- Capitan Toad, capo della squadra di esplorazione Toad, che non sa saltare a causa del suo grosso zaino.

- Toadette, una ragazza con trecce rosa.

### Yoshi
Compagno fedele, alleato e padrino di Mario, è un dinosauro proveniente dall'Isola Yoshi. È in grado di fluttuare in aria e di mangiare i nemici con la sua lingua, ne esistono di più colori, il più famoso è verde chiaro. 

### Donkey Kong
È il nipote del primo avversario di Mario, Donkey Kong Sr. alias Cranky Kong. È il protagonista della serie Donkey Kong Country e amico-nemico di Mario, in diverse occasioni.

## Alleati ricorrenti

### Pauline
È la "damigella in pericolo" rapita da Donkey Kong e salvata da Mario nel videogioco Donkey Kong. Rimane un personaggio ricorrente nei giochi della serie Mario vs. Donkey Kong e appare come sindaco in Super Mario Odyssey. 

### Principessa Daisy
È la principessa di Sarasaland, luogo apparso in Super Mario Land per Game Boy. Si distingue da Peach per un modo di fare meno femminile e più vicino a quello di un maschio.

### Diddy Kong
È amico e compagno di avventure di Donkey Kong nella serie Donkey Kong Country.

### Funky Kong
Personaggio della serie Donkey Kong Country, è descritto come amico e collaboratore di Donkey Kong nelle sue avventure.

### Professor Strambic
Il Professor Strambic (Doctor Oya Mā in giapponese, in omaggio al game designer Yoshiyuki Oyama; Professor Elvin Gadd nella versione statunitense) è uno scienziato e inventore di straordinario ingegno che ha più volte aiutato Luigi a salvare i suoi amici. È un ometto di bassa statura, con un enorme ciuffo bianco sulla testa, degli occhiali con lenti enormi e un camice bianco. Nei giochi il suo modo di parlare consiste in buffi versi o raramente in parole vere. Appare per la prima volta in Luigi's Mansion, dove salvò Luigi con la sua geniale invenzione, il Poltergust 3000, una sorta di aspirapolvere in grado di aspirare i fantasmi, e aiuta Luigi a ritrovare suo fratello Mario, imprigionato dal malvagio Re Boo. In Super Mario Sunshine il professore viene solo citato e lo Splac 3000, congegno capace di spruzzare getti d'acqua, è una sua invenzione, così come il magico pennello che possiede Mario Ombra. In Mario & Luigi: Superstar Saga il professore ha aperto un Caffè nel cuore della città di Fagiolandia, dove si recherà di persona ad assaggiare il suo caffè di fagioli, e regalare a Mario e Luigi un congegno speciale. In Mario & Luigi: Fratelli nel tempo i due fratelli Mario viaggiano nel tempo grazie alla macchina del tempo del professore. È sua anche la valigia "Valigi8.0", assistente dei protagonisti nel gioco.

### Mastro Toad
Mastro Toad (Toadsworth in inglese e Kinojii (キノじい?) in giapponese) è un fedele servitore della Principessa Peach, è un fungo antropomorfo anziano che segue la sua protetta fin da quando questa era bambina, preoccupandosi molto per la sua salute. In Mario Kart: Double Dash!! ha un fortissimo go-kart personale che viene usato dai vincitori del trofeo nella premiazione (può essere sbloccato). In Mario Party 7 invita Mario e i suoi amici in una splendida crociera, ma Bowser, che non era stato invitato, cercherà di rovinargli la vacanza. In Mario & Luigi: Superstar Saga regalerà ai due fratelli una valigia che sarà utile per tutta l'avventura. In Mario & Luigi: Fratelli nel tempo insieme a sé stesso da giovane insegna delle nuove mosse ai due fratelli. In Mario & Luigi: Viaggio al centro di Bowser viene risucchiato all'interno di Bowser insieme ad altri Toad. Compare brevemente per assistere Mario e Luigi all'interno di una parte del corpo di Bowser. Mentre i due fratelli si addentrano all'interno di un nervo, lui e Toadoberto aspettano sorseggiando del tè. Appare inoltre in Super Mario Sunshine dove accompagna Mario e i suoi amici in vacanza sull'Isola Delfina e in New Super Mario Bros. dove viene visto nella "Casa Toad"; qui il suo compito è dare a Mario un oggetto a sorte. È doppiato in inglese da Scott Burns e in italiano da Marco Balzarotti.

### Strutzi
È un draghetto rosa di sesso femminile che può sputare uova dalla bocca. Appare inizialmente come nemico di Mario in Super Mario Bros. 2 per NES.

### Toadette
Toadette (キノピコ?, Kinopiko) è un Toad femmina, a differenza di quest'ultimo è vestita di rosa, ha una coppia di treccine rosa e dei pallini bianchi sulla testa. È la sorella di Toad; il suo nome giapponese è una combinazione di "Kinopio" e "-ko", un comune suffisso di nome femminile giapponese. Toadette apparve per la prima volta in Mario Kart: Double Dash!! come personaggio segreto, in coppia con Toad. La sua caratteristica unica in questo gioco è il potenziamento Fungo scatto dorato che consente al go-kart di utilizzare dei mini turbo continui. In seguito, Toadette è riapparsa in svariati spin-off sportivi della serie di Mario. In New Super Mario Bros. U Deluxe, Toadette, per la prima volta nella serie, diventa giocabile in un gioco platform di Mario, sostituendo il Toad giallo. A differenza degli altri personaggi, tramite l'utilizzo della Super Corona può trasformarsi in Peachette, una sua versione simile a Peach, ma con le caratteristiche fisiche di Toadette. Peachette è in grado di fluttuare in aria e fare un doppio salto. Peachette, inoltre, appare come personaggio giocabile in Mario Kart Tour. È doppiata in inglese da Samantha Kelly.

### Rosalinda
È la madre adottiva degli Sfavillotti e vive sull'Osservatorio Cometa, luogo apparso in Super Mario Galaxy per Wii. È diventata, in seguito, un personaggio ricorrente in quasi tutti i giochi usciti dopo esso.

### Sfavillotti
Gli Sfavillotti sono piccole creature a forma di stella che vivono nello spazio.

## Antagonisti

### Bowser Jr.
È il figlio di Bowser e spesso lo aiuta a realizzare i suoi scopi malvagi. Compare per la prima volta in Super Mario Sunshine, dove Bowser gli racconta (mentendogli) che la Principessa Peach è la sua vera madre e Mario l'ha rapita.

### Kamek
Kamek (カメック?, Kamekku) è un anziano Magikoopa, mentore di Bowser. Indossa un abbigliamento da mago di colore blu e possiede uno scettro. Occasionalmente si muove a cavallo di una scopa. Il suo nome deriva dalla parola giapponese kame (tartaruga).
Kamek appare per la prima volta nel videogioco Super Mario World 2: Yoshi's Island in cui tenta di rapire Baby Mario e Baby Luigi al fine di proteggere Baby Bowser. I suoi piani tuttavia vanno in fumo a causa del provvidenziale intervento di Yoshi.
Nei giochi assume raramente il ruolo di boss e preferisce delegare il compito ad uno dei nemici di Mario, usando la sua magia per ingigantirlo e renderlo più potente. Kamek è presente in Yoshi's Island DS per Nintendo DS ed in alcuni titoli della serie Mario Party (Mario Party 5, Mario Party Advance, Mario Party 9 e in Super Mario Party, in cui riveste il ruolo di giurato. In particolare in Mario Party DS è il boss del tabellone "La Biblioteca di Kamek").
Appare anche nei videogiochi Mario & Luigi: Superstar Saga, Mario & Luigi: Fratelli nel tempo, Mario & Luigi: Viaggio al centro di Bowser e Mario & Luigi: Dream Team Bros.. Oltre a fare una breve comparsa in Super Mario Galaxy, Kamek è uno dei boss finali di New Super Mario Bros. Wii.
In Mario Kart Wii è presente una moto, la Kamekruiser, basata sul personaggio di Kamek, mentre in Mario Kart Tour e in Mario Kart 8 Deluxe è un personaggio giocabile. Kamek fa un cameo anche in Super Smash Bros. per Nintendo 3DS e Wii U mentre modifica con la sua magia lo scenario "Mushrooms Kingdom U" durante la lotta tra i personaggi giocabili e in avventura smash come nemico.

### Bowserotti
Sono i fedeli scagnozzi di Bowser. Nella loro prima apparizione in Super Mario Bros. 3 per NES, erano considerati i figli di Bowser. I loro nomi sono:
- Larry Koopa
- Morton Koopa Junior
- Iggy Koopa
- Roy Koopa
- Lemmy Koopa
- Ludwig Von Koopa (o Ludwig Koopa)
- Wendy O. Koopa

### Wario
È il rivale di Mario, apparso come nemico in Super Mario Land 2: 6 Golden Coins per Game Boy. Più corpulento di Mario, è avaro e pensa sempre ad arricchirsi.

### Waluigi
È il rivale di Luigi e amico di Wario. Alto, magro e smilzo, appare per la prima volta in Mario Tennis per Nintendo 64.

### Pipino Piranha
Pipino Piranha (ボスパックン?, Bosu Pakkun, Boss Pakkun nell'originale giapponese) è una Pianta Piranha umanoide, boss ricorrente nella serie; è apparso per la prima volta in Super Mario Sunshine. Pipino è una Pianta Piranha diversa in alcuni tratti: la sua testa è infatti provvista di petali che assomigliano ad una corona e di grosse labbra munite di denti aguzzi; il resto del corpo ha due minuscole zampe a punta, due braccia simili a foglie in grado di far librare in aria il mostro e delle mutande a pois.
In Super Mario Sunshine Il suo attacco consiste nel vomitare una sostanza simile a vernice per danneggiare Mario e per sconfiggerlo bisogna fargli bere tanta acqua e colpirgli l'ombelico. In Super Princess Peach è in grado di sputare tante Pianta Tenaglia, che danneggiano il protagonista saltellando e morsicando. Pipino Piranha viene considerato maschio in America, dove si chiama Petey Piranha, e in Italia. Invece viene considerato femmina in Francia e Giappone. È apparso anche come boss in Mario & Luigi Fratelli nel Tempo, New Super Mario Bros, Super Smash Bros. Brawl e Paper Mario: Sticker Star, mentre è un personaggio giocabile in Mario Golf: Toadstool Tour, Mario Kart: Double Dash!!, Mario Kart Tour, Mario Kart 8 Deluxe, Mario Superstar Baseball e Mario Strikers Charged Football. È apparso anche nei giochi di Mario e Sonic ai giochi olimpici di Londra 2012.
Una boss simile a lui chiamato Dino Piranha appare in Super Mario Galaxy e Super Mario Galaxy 2.

### Re Boo
Re Boo (King Boo in inglese e King Teresa (キングテレサ?, Kingu Teresa) in giapponese) è per l'appunto il re dei Boo ed antagonista principale nel gioco Luigi's Mansion e nei relativi seguiti Luigi's Mansion 2 e Luigi's Mansion 3. Inoltre, è un alleato di Bowser, il principale nemico di Mario e re dei Koopa Troopa, poiché lo ha aiutato in alcuni dei suoi malvagi piani. Pur non essendo il Boo più grande del Regno dei Funghi, ha capacità di gran lunga superiori a quelle medie di tutti gli altri fantasmi. Possiede anche abilità magiche, tra cui quella di far apparire gli oggetti dal nulla. La forza magica di Re Boo è direttamente proporzionale al numero di Boo nelle sue vicinanze. La sua prima apparizione è come nemico di Luigi: in essa si dimostra capace di concepire ed attuare piani malvagi da solo, tra cui l'imprigionamento di Mario, rapendolo in tre occasioni e sigillandolo in un ritratto per ben quattro volte (due l'ultima volta che Luigi lo ha sconfitto). Compie diverse altre apparizioni in: Super Mario Sunshine, nella serie di Mario & Sonic (a partire da Mario & Sonic ai Giochi Olimpici Invernali), Mario Kart: Double Dash!!, Mario Superstar Baseball, Mario Power Tennis, Mario Super Sluggers, Mario Kart Wii e svariati altri spin-off. È doppiato in inglese da Nacy McConnor.

### Nemici ricorrenti

#### Bob-omba
Le Bob-ombe (Bob-omb in inglese e Bomuhei (ボム兵?) in giapponese) sono delle bombe con due occhi bianchi e delle gambe, in grado di muoversi. Al contatto, esplodono dopo 5 sec. Fanno la loro prima apparizione in Super Mario Bros. 2. In seguito, riappaiono in svariati giochi della serie, divenendo uno dei nemici principali. Le Bob-ombe nere esplodono, mentre quelle rosa (chiamate Buon-ombe) sono buone e in costante battaglia con quelle nere.
Le Buon-ombe (Bob-omb Buddies in inglese) aiutano Mario, sbloccando i cannoni chiusi, nel loro gioco di debutto, Super Mario 64. Riappaiono anche in Super Mario 64 DS e in Super Mario Galaxy 2, sia nella storia, sia nei minigiochi. Sempre in Super Mario 64 e in Super Mario 64 DS compare come primo boss Re Bob-omba, un Bob-omba più grande con corona e baffi, che tornerà come personaggio giocabile in Mario Kart Tour.
Le Bob-ombe appaiono successivamente in giochi del calibro di Super Mario Bros. 3, Super Mario World 2: Yoshi's Island, Mario Party e Mario Kart. In quest'ultimo, il giocatore le usa come fossero un'arma per far esplodere gli avversari e sono di colore blu. Compaiono come nemici anche nei giochi RPG di Mario, ovvero Paper Mario, nella serie Mario & Luigi: Superstar Saga e, in seguito, in Super Mario Sunshine, con un aspetto leggermente modificato. In questo gioco possono essere immobilizzate spruzzando acqua su di esse. In Super Mario Galaxy ricompaiono le Bob-ombe che vanno prima stordite con una piroetta, e poi scagliate contro delle cupole di vetro contenenti qualcosa di prezioso. In New Super Mario Bros. appare una variante esclusiva della Bob-omba, la Kab-omba. Nella serie Super Smash Bros. le Bob-ombe sono armi da lancio molto potenti che, se non vengono raccolte, si destano e vagano per lo scenario esplodendo all'improvviso.

#### Boo
Il Boo (テレサ?, Teresa, Teresa nell'originale giapponese) è un fantasma di colore bianco che infesta i luoghi abbandonati. Nonostante il suo aspetto spaventoso, è molto timido. Quando Mario osserva questa creatura arrossisce e si immobilizza. Quando Mario smette di guardarlo, il Boo acquisisce in viso un'espressione feroce e lo insegue. Generalmente le dimensioni del Boo sono piuttosto contenute, ma esiste Grande Boo (Big Boo), che si presenta uguale nelle sembianze, ma molto più grande e imponente del normale. In Super Mario World troviamo il Bookitu Pescatore nella casa stregata di Chocolate Island, dove cerca di ostacolare i due idraulici con una fiammella azzurra trasportata con una canna da pesca. Sempre nello stesso gioco, i Boo possono attaccare in gruppo, girando in grandi cerchi sul sentiero che Mario deve attraversare. In Super Mario Galaxy, i Boo appaiono nella Galassia Spettro e per essere sconfitti vanno attratti sotto la luce.
La tribù dei Boo comparve per la prima volta in alcuni livelli di Super Mario Bros. 3, e più precisamente in quelli ambientati nel castello di Bowser. Successivamente essi apparvero come protagonisti nei giochi Super Mario World, Super Mario World 2: Yoshi's Island, Super Mario RPG: Legend of the Seven Stars, Super Mario 64, Yoshi's Story, Paper Mario, Luigi's Mansion, Super Mario Sunshine, Mario & Luigi: Superstar Saga, Mario & Luigi: Fratelli nel tempo, Paper Mario: Il portale millenario e Super Mario 64 DS. I Boo appaiono come strumenti o come personaggi giocabili nei giochi sportivi della serie di Mario e nella serie di giochi di Mario Party. In Mario Power Tennis Boo fa coppia con Tipo Timido mentre in Mario Party 7 con Tartosso.
Nonostante siano dalla parte del nemico, alcuni di essi aiutano in Paper Mario, assistendolo nella sua battaglia contro Bowser (che li giudicava incapaci e inutili e aveva minacciato la loro distruzione). Infatti, Lady Bow (signora dei Boo) offre il suo aiuto a Mario in cambio della protezione da Tubba Blubba, un mostro che mangia i fantasmi. In Luigi's Mansion, Re Boo (il re della tribù dei Boo) è il maggior antagonista che Luigi incontra nella strada che porta al recupero e alla salvezza del baffuto fratello. In New Super Mario Bros. nella case dei fantasmi oltre ai Boo ci sono dei Tirapugni (Broozer). Sempre in Luigi's Mansion appare il Boo più forte di tutti, ossia Boolosso. I Boo vengono usati come oggetti nei giochi Mario Kart, mentre in Mario Kart Wii e Mario Kart 8 Deluxe Re Boo è un personaggio giocante.
In New Super Mario Bros. (1, Wii, 2 e U) e in Super Mario 3D Land e Super Mario 3D World ci sono delle case Boo, ovvero livelli che si svolgono dentro case stregate e infestate dai fantasmi che spesso hanno un'uscita segreta. In questi giochi i Boo rappresentano avversari quasi invincibili: il ghiaccio e il fuoco non li scalfiscono (mentre in Super Mario 3D Land e Super Mario 3D World fuoco e boomerang li possono sconfiggere) e l'unico modo di sconfiggerli è essere invincibili.

#### Boom Boom
Boom Boom appartiene a una sottospecie dei Koopa molto forzuti, apparso per la prima volta in Super Mario Bros. 3. Ha due braccia molto muscolose, la sua principale arma, due denti aguzzi che spuntano dalla bocca e talvolta ha anche degli spuntoni sul guscio. In Super Mario Bros. 3 è un mini-boss che compare nelle fortezze di tutti e otto i mondi. Riappare dopo moltissimi anni su Super Mario 3D Land dove è il boss del Mondo 2, 3 e 7. Appare sempre come boss in tutte le fortezze di New Super Mario Bros. U e nel Mondo 2 e 6 di Super Mario 3D World. Appare sia come boss sia personaggio giocabile su Mario Tennis Aces, ottenibile vincendo il torneo di febbraio 2019.
Boom Boom ha anche un corrispettivo femminile chiamata Poom Poom, che appare come boss in Super Mario 3D Land e in  Super Mario 3D World e personaggio giocabile in Super Mario Party.

#### Calamako
Il Calamako (ゲッソー?, Gessō) (Blooper in inglese) è una creatura bianca, simile a un calamaro, che appare per la prima volta in Super Mario Bros.. Si tratta di un nemico subacqueo che attacca il giocatore cercando di acchiapparlo (il calamako attacca muovendosi a scatti di intervalli di più o meno 1/2 secondi). Di colore bianco con una sorta di maschera nera intorno agli occhi, il Calamako non può essere sconfitto saltandoci sopra, ma solamente con le palle di fuoco o toccandolo mentre si è invincibili. Il Calamako appare in seguito in Super Mario Bros. 3 e New Super Mario Bros., affiancato da un'altra specie chiamata Calamako Sitter, simile a un normale Calamako ma seguita da tanti piccoli Calamaki neonati. In Super Mario Land appaiono nel livello subacqueo e se colpiti esplodono. In Super Mario World 2: Yoshi's Island, i Calamaki appaiono raramente in alcuni tratti subacquei.
Yoshi può affrontarli solamente trasformato in sottomarino, lanciando contro di essi dei missili. In Paper Mario, i Calamaki appaiono nei tunnel di Toad Town e sono dei nemici facoltativi, di solito posti a guardia di tesori o di altri strumenti. In Super Mario Sunshine, i Calamaki appaiono per la prima volta fuori dall'acqua, attaccando tramite getti d'inchiostro. Un'altra varietà di Calamaki inoffensivi appare in questo gioco: si tratta di Calamaki variopinti che vengono usati dai turisti come tavole da surf. Mario può a sua volta cavalcarli per navigare velocemente nel mare. In Mario & Luigi: Superstar Saga e in Super Mario Galaxy i Calamaki riappaiono come nemici nei livelli sott'acqua. Inoltre in Super Paper Mario per Wii appare Gigacalamako nello stagno quadrettato e bisogna sconfiggerlo colpendo il tentacolo rosso.
In Super Mario Sunshine compare per la prima volta un Calamako gigantesco chiamato Calamarcio, in grado di sputare inchiostro per ostacolare Mario. Questo nemico appare in due aree dell'Isola Delfina, e in ogni battaglia Mario dovrà staccargli i tentacoli per danneggiarlo. Calamarcio riappare in seguito in Mario Power Tennis e Mario Slam Basketball come minaccia ambientale in alcuni campi da gioco. Inoltre, è un boss nel gioco Super Princess Peach. Anche se sono degli antagonisti, diversi Calamaki hanno ruoli importanti: come strumento in Mario Kart DS, Mario Kart Wii e Mario Kart 7 (nel quale appare anche sotto forma di kart), o come personaggio giocabile in Mario Party 8, Mario Super Sluggers e Mario Tennis Aces.
Calamarcio riappare come boss in Mario Tennis Aces, sempre nel medesimo gioco è anche presente un Calamako come personaggio giocabile, ottenibile vincendo il torneo di agosto 2018.

#### Categnaccio
Il Categnaccio (Chain Chomp in inglese e Wanwan (ワンワン?) in giapponese) è una palla da carcerato dalla personalità cagnesca attaccata a un blocco di legno tramite una catena. Compare in Super Mario 64, dove ha dei denti taglienti e costantemente cerca con la testa (unica parte del corpo da lui posseduta) di rompere le catene e di mordere chiunque gli capiti a tiro; invece in Super Mario Galaxy  e Super Mario Galaxy 2 sono sempre liberi e non mordono ma schiacciano semplicemente (noti come Categnoni), si riconoscono perché abbaiano. In circostanze particolari, riesce anche a liberarsi: questo accade per esempio in Super Mario Bros. 3, dove egli rompe la catena e cerca di mangiare Mario. È proprio in Super Mario Bros. 3 che il Categnaccio fece il suo esordio, insieme a una loro versione alternativa capace di sputare fuoco. In New Super Mario Bros è possibile liberarlo facendo uno schianto a terra sul blocco di legno.
Il Categnaccio inizialmente era stato pensato come nemico nei giochi di Zelda, difatti fece il suo debutto in The Legend of Zelda: Link's Awakening. Appaiono anche in Super Mario World 2: Yoshi's Island, dove cercano di schiacciare Yoshi piombando dal cielo. Da Super Mario 64 in poi, al Categnaccio viene affidato un verso caratteristico, simile a quello di un cane. In questo gioco e nella sua versione per DS viene usato per ottenere una stella. Il Categnaccio viene talvolta usato anche come strumento: in Super Mario RPG, Bowser li usa come arma da lanciare contro i suoi rivali; in Mario Kart: Double Dash!!, il Categnaccio è lo strumento esclusivo di Baby Mario e Baby Luigi e in Mario & Luigi: Fratelli nel tempo, il Categnaccio è uno strumento tascabile, chiamato appositamente Tascategnaccio.
Normalmente questa creatura è invincibile e l'unico modo per abbatterla è essere invincibili. L'unico modo per non essere danneggiati dalla sua azione è di ignorarlo e passare oltre. Tuttavia in alcuni giochi il Categnaccio, opportunamente trattato, può essere usato dal giocatore come propulsione. In Mario Kart Wii un categnaccio si trova nel Circuito di Mario e cercherà di mordere chiunque, facendolo rallentare di molto. In Mario Kart DS invece appare sul  GCN Circuito di Luigi e nel Giardino di Peach. In Mario Kart 64 invece fanno da ostacoli alla Pista Arcobaleno. In New Super Mario Bros. Wii i categnacci sono attaccati a un paletto. Se Mario distrugge il paletto con uno schianto il categnaccio scappa e distrugge i blocchi che incontra sul suo cammino. Inoltre, un grande Categnaccio, è usato come mezzo di locomozione da Iggy, boss del castello del Mondo 5. Appare come assistente in Super Smash Bros. for Nintendo 3DS and Wii U e Smash Bros. Ultimate. In Mario Tennis Aces è presente per la prima volta un Categnaccio come personaggio giocabile.
In Mario Kart Tour ritorna giocabile come tema di una tuta Mii.
Il Categnaccio ha fatto qualche cameo anche in giochi di serie diverse, tra cui Hyrule Warriors e Bayonetta 2, in entrambi i titoli appare come un'arma.

#### Fiammetto
In inglese Lava Bubble, in giapponese Fire (ファイア?, Faia) o Ojamamushi (おじゃまむし?). Questi nemici sono delle palle infuocate che escono dalla lava, anche se in Super Paper Mario sono fatti a fiamma, e non a palla. Si trovano soprattutto nei castelli, nelle fortezze (se c'è la lava) e nei livelli vulcanici. Sono normalmente invincibili, ma si possono sconfiggere con Mario Stella, Mario Ghiaccio o Mega Mario. In Mario Slam Basketball appaiono anche delle versioni di ghiaccio chiamate "ghiaccetto". In Super Mario Odyssey popolano il Regno dei Fornelli e sono la chiave per superare questo regno.

#### Fiammorco
Il Fiammorco (Flame Chomp in inglese, Keronpa (ケロンパ?) in giapponese) è un nemico presente in New Super Mario Bros. Wii e New Super Mario Bros. U. È composto da una testa nera con un'espressione malvagia e cinque palle di fuoco dietro di essa. Mentre vola, spara le palle di fuoco che lo compongono in direzione di Mario; e quando non ne ha più la testa nera si avvicina a Mario ed esplode. È presente soprattutto nei livelli che si svolgono in aria e nei pressi di vulcani.

#### Goomba
I Goomba, secondo quanto scritto nel manuale di istruzioni di Super Mario 64, sono dei funghi andati a male e che si sono alleati col malvagio Re Bowser. Sono insieme ai Koopa Troopa i nemici più comuni e semplici da battere (basta saltarci sopra): essi sono infatti i primi nemici che Mario incontra nella serie.
Il Paragoomba (パタクリボー?, Patakuribō) è un Goomba con le ali. In Super Mario Bros. 3 è di due colori: marrone (lancia i Microgoomba, che fanno rallentare e fanno fare salti bassissimi) e rosso (non lancia niente).

#### Koopa Troopa
I Koopa Troopa, chiamabili anche Koopa, sono tartarughe nemiche comuni in grado di volare o camminare in giro. Appaiono per la prima volta in Mario Bros. Uno dei Koopa Troopa, Koopa, prima della creazione di Mario Kart Wii, si allea con Mario. In Super Mario 64, Koopa lo sfida a una gara a chi arriva prima sul monte di Re Bob-Omba. Il guscio dei Koopa Troopa è molto usato in Mario Kart Wii, Mario e Luigi: Fratelli nel Tempo, Mario Kart DS, Mario Party 9, Mario Kart 7, Super Mario Galaxy, Super Mario Galaxy 2 e in Super Mario 3D Land. In Super Mario Odyssey, dopo aver terminato la storia principale, fa parte dei corridori giramondo e chiederà a Mario di partecipare alle gare. Se vincerà la corsa standard e la corsa master, otterrà delle lune.

#### Koopasapiens
I Koopasapiens (Mecha Koopa in inglese) sono Koopa meccanici apparsi per la prima volta in Super Mario World. Tali koopa meccanici posseggono due occhi, una cresta, un corpicino con guscio, due piccole gambe sottili e una rotella.
Ai Koopasapiens appartiene Bowsermatic (Mecha Bowser in inglese) un robot dalle fattezze di Bowser. Ha occhi verdi come mirini e la cresta funge da abitacolo per Bowser Jr. e sputa palle di fuoco. Esso è apparso per la prima volta in Luigi's Mansion.

#### Koopistrice
Il Koopistrice (Spiny in inglese e Togezō (トゲゾー?) in giapponese) è una sottospecie dei Koopa Troopa: è un piccolo istrice dotato di guscio pieno di spine, e pertanto non è possibile sconfiggerlo saltandogli sopra. Appare per la prima volta in Super Mario Bros. I Koopistrici vengono solitamente lanciati dai Lakitu, sotto forma di uova, ma possono anche trovarsi sul terreno. Sono vulnerabili alle palle di fuoco e di ghiaccio. In Paper Mario: Il portale millenario è apparsa la sua sottospecie: il Mini Koopistrice.
Oltre al Mini Koopistrice, queste creature immaginarie hanno altre tre sottospecie: il Fagiolriccio, il Blobistrice e il Shroopa Spinoso.

#### Lakitu
Lakitu, conosciuto come Jugem (ジュゲム?, Jugemu) in giapponese, è una creatura simile a una tartaruga, con un guscio verde, la pelle color giallo o arancio e degli occhiali neri. Cavalca sempre una nuvola con un sorriso stampato sopra (conosciuta come Jugem's Cloud). Lakitu è uno dei nemici di Mario apparsi sin da Super Mario Bros. A differenza degli altri nemici, comunque, esso non è cambiato d'aspetto fino a oggi. Nel suo ruolo di nemico, vola sulla sua nuvola inseguendo Mario e lanciando su di esso dei Koopistrici. In New Super Mario Bros, nel mondo 7, il boss è Lakituono, il quale si presenta come un Lakitu dal guscio nero, indossa un paio di occhiali da sole e cavalca una nuvola grigia, è in grado di lanciare fulmini e Koopistrici. In alcuni giochi invece, Lakitu appare come personaggio neutrale. Talvolta, l'aspetto di questa creatura varia.
In Super Mario World 2: Yoshi's Island, il Lakitu abbandona la sua nuvola e rimane nascosto dietro dei muri, lanciando i Koopistrici all'improvviso.
In Super Mario 64, oltre a trovarsene nel livello dell'Isola Granpiccola, il suo ruolo è quello di cameraman e accompagna Mario durante l'avventura, anche se non si è in grado di vederlo, dato che sta sempre alle spalle del giocatore (ma in una stanza del castello è possibile vederlo per via di uno specchio). Nella serie di Mario Kart invece, ha il ruolo di arbitro. È Lakitu che, apparendo al giocatore con un cartello in mano, indica al giocatore di star procedendo in direzione contraria al senso di marcia. Inoltre, se un kart dovesse finire in acqua o in un burrone dal quale non possa uscire, è sempre Lakitu che con una canna da pesca recupera la vettura e rimette in corsa i kart. Con Mario Kart 7 debutta come personaggio giocabile ed è il più veloce dei personaggi.
Il Lakitu appare inoltre come Assistente in Super Smash Bros. Brawl, con il suo sprite tradizionale tratto da Super Mario Bros. in New Super Mario Bros. e New Super Mario Bros. Wii alcuni Lakitu, quando sconfitti, lasceranno la nuvoletta e Mario potrà usarle per volare per qualche secondo. Inoltre, dai Blocchi Lakitu escono Lakitu che lanciano monete al posto di Koopistrici. In New Super Mario Bros. U i Lakitu lanciano Piante Piranha sotto forma di uova.
In Super Mario Galaxy 2 i Lakitu sono dei nemici che appaiono in alcune galassie. Se vengono colpiti cadono a terra, ma per tornare su una nuova nuvola pochi secondi dopo. Inoltre, sempre in questo gioco, i Lakitu si esprimono in brevi urli se colpiti (per la prima volta). Inoltre c'è un boss che potrebbe sembrare una sorta di "Re Lakitu" per via della corona e dei vestiti. Invece, come in Super Mario 64, fa da cameraman, ma solo nella grande gara fratelli Mario e fratelli Wario (quest'ultima visibile all'inizio, e come speciale spettatrice c'è Peach).
In Super Mario Odyssey i Lakitu si trovano nelle acque di svariati regni e possono pescare per ottenere le lune.

#### Magikoopa
Come si deduce dal nome, i Magikoopa sono dei maghi appartenenti alla famiglia dei Koopa Troopa, ma indossano una veste e un cappello blu, portano degli occhiali e attaccano lanciando i più svariati incantesimi con le loro bacchette. In genere i Magikoopa sono al servizio di Bowser, ma in Super Mario World 2: Yoshi's Island (e anche nel seguito per Nintendo DS) ne compare uno indipendente e con un proprio nome, il mago Kamek. In Super Mario World compaiono nei castelli e con la bacchetta tramutano i massi in Koopa o lanciano palle di fuoco. In Super Mario World 2: Yoshi's Island e Yoshi's Island DS il mago Kamek vuole rapire Baby Mario e Baby Luigi. In Mario & Luigi: Superstar Saga sono frequenti nella fortezza di Bowser e lanciano anelli di fuoco. In Mario Party 7 c'è una pallina Lancio che permette di evocarlo. In Mario Party 8 Kamek è un venditore di caramelle.
In Mario Party DS Kamek è il boss del tabellone "La biblioteca di Kamek". In Mario Party 9 Kamek è un personaggio giocabile. In Mario & Luigi: Fratelli nel tempo Kamek è il baby-sitter di Baby Bowser e anche un nemico. In Super Paper Mario compare la variante Magikoopa ombra. In Mario Kart Wii c'è una moto con le sembianze di Kamek che si chiama Kamekruiser. In Super Mario Galaxy nella Galassia Polvere di Stelle e nella Galassia Grotta Sotterranea uno dei boss è Kamella, una Magikoopa femmina. Inoltre nell'introduzione appare Kamek. In Super Mario Galaxy 2 Kamek viene citato varie volte.
In Mario & Luigi: Viaggio al centro di Bowser c'è l'attacco speciale Magikoopa. In New Super Mario Bros. Wii appare Kamek, che aiuta i Bowserotti nella battaglia al castello ed è il boss della torre del mondo 8. Nello scontro finale contro Bowser, Kamek si traveste da Peach per ingannare Mario. Inoltre i Magikoopa dovevano apparire come nemici, ma sono stati scartati. In Super Mario 3D Land compaiono in vari livelli e attaccano con raggi dalla bacchetta. Inoltre il boss del mondo 5 è un Kamek travestito da Bowser. In New Super Mario Bros. U Kamek è il boss intermedio del mondo 7.

#### Marghibruco
Il Marghibruco (Pokey in inglese, Sanbo (サンボ?) in giapponese) è una creatura il cui corpo è composto da diverse sfere ricoperte di spine, di colore giallo. La sua faccia ha un sorriso stampato che mantiene sempre. Sono originari di Subcon. Il Marghibruco apparve per la prima volta in Super Mario Bros. 2, anche se al suo debutto era verde e senza il caratteristico fiore sulla testa. Dopo la loro comparsa, divennero nemici regolari della serie. Durante il corso della serie appaiono diverse variazioni di questo nemico, come il Marghischeletro, una versione scheletrica apparsa in Mario & Luigi: Fratelli nel tempo e il Marghimummia apparso come boss in New Super Mario Bros.. In Super Mario 64 appare nel Deserto Ingoiatutto, accessibile battendo per la prima volta Bowser.
In Mario Kart compaiono come ostacoli nei tracciati GCN Desertico Deserto, DS Deserto Picchiasol e Wii Rovine desertiche. In Mario Kart Tour il Marghibruco è il tema di una tuta per i personaggi Mii.

#### Mario Ombra
Mario Ombra (Shadow Mario in inglese) è un doppelgänger di Mario. Appare per la prima volta in Super Mario Sunshine per GameCube, e ricompare come personaggio segreto in Mario Golf: Toadstool Tour (sempre per GameCube). Mario Ombra è sostanzialmente identico a Mario, a differenza del suo corpo completamente di colore azzurro, di composizione simile all'acqua, e gli occhi rossi luminosi. Mario Ombra è apparso come sticker in Super Smash Bros. Brawl e come Smash finale in Super Smash Bros. for Nintendo 3DS e Wii U e Super Smash Bros. Ultimate.

#### Martelkoopa
Il Martelkoopa (Hammer Bros. (ハンマーブロス?, Hanmā Burosu)) è una creatura appartenente alla specie dei Koopa Troopa, è però più grande e indossa un casco protettivo. Appaiono per la prima volta in Super Mario Bros.. I Martelkoopa possono agire spesso in gruppo e attaccare lanciando dei martelli, che volano verso il nemico con una traiettoria ad arco. In Super Mario Bros. 3, Mario o Luigi possono indossare una tuta che conferisce loro i poteri del Martelkoopa, e inoltre esistono i Fratelli Martello, che sono dei Martelkoopa giganti con un salto paralizzante; invece in Super Mario 3D Land c'è il Fiore Boomerang, che trasforma Mario o Luigi in un Boomerang Bro. Questa creatura, a partire da Mario Superstar Baseball, è spesso un personaggio giocabile negli spin-off della serie di Mario.
In Mario & Luigi: Superstar Saga, i Martelkoopa sorvegliano la frontiera tra il Regno dei Funghi e il Regno di Fagiolandia. Mario e Luigi potranno passare solo battendoli al loro minigioco. In Super Smash Bros. Brawl, il Martelkoopa è sia un assistente sia un nemico nella Modalità Storia. In =Mario Party DS il Martelkoopa è il boss del tabellone "Il Concerto Di Toadette" nella Modalità Storia. In Mario Party 8 Martelkoopa è un personaggio sbloccabile. In Mario & Luigi: Fratelli nel tempo ci sono due Martelkoopa che cadono sotto il controllo mentale degli Shroob e dopo averli sconfitti, rompendo il loro casco per il controllo mentale, donano a Baby Mario e Baby Luigi. In Super Mario Party e in Mario Kart Tour Martelkoopa è un personaggio giocabile.
Esistono anche altri tipi di Martelkoopa che si differenziano per il colore del guscio o altri elementi: 
- I Fuoco Bros. (rosso), sono in grado di lanciare palle di fuoco del tutto simili a quelle di Mario quando utilizza il fiore di fuoco.

- I Boomerang Bros. (blu), in grado di lanciare dei boomerang con tanto di effetto lancio-ritorno.

- I Ghiaccio Bros. (celeste chiaro), lanciano palle di ghiaccio simili a quelle di Mario Ghiaccio, che congelano chi viene colpito da esse.
- Il Martellone Bros. (Sledge Bros. in inglese) è una specie derivata dai Martelkoopa più grossa e pesante che lancia martelli e salta per scuotere il terreno e bloccare Mario per pochi secondi. Appare per la prima volta in New Super Mario Bros., nel mondo 8-7.

#### Nella
La Nella (inglese: Buzzy Beetle, giapponese: Met (メット?, metto)) è una derivata specie dei Koopa Troopa. Se Mario salta su una Nella, essa si rinchiude nel proprio guscio. A differenza dei Koopa Troopa, le Nelle sono resistenti alle palle di fuoco. Fa la sua prima apparizione in Super Mario Bros.. L'unico modo di eliminarle in modo definitivo è quello di farle scontrare con un altro guscio, toccarle mentre si è invincibili, usare un Pixl come Bombo, Martolomeo o Protezio (solo in Super Paper Mario) oppure farle cadere in un precipizio. In New Super Mario Bros. Wii possono essere congelate utilizzando Mario Ghiaccio o Mario Pinguino. Le Nelle sono uno dei primi esempi dei nemici dei videogiochi apparentemente invincibili ma con un punto debole. Esiste anche una variante di Nella dotata di uno spuntone sul guscio, il Punginella.
La Paranella (パタメット?, Patametto) è una Nella provvista di ali. Esse permettono a Mario di salire su di loro: se sale su quelle grandi, esse scendono; se sale su quelle piccole, esse salgono. In New Super Mario Bros. Wii, ogni volta che Mario sale su una Paranella, essa produce una nota della scala maggiore di Do. Dopo aver completato la scala DO-RE-MI-FA-SOL-LA-SI-DO, cadrà dall'alto un fungo 1-UP.

#### Pallottolo Bill
I Pallottolo Bill (inglese: Bullet Bill, giapponese: Killer (キラー?, kirā)) sono missili sparati a tutta velocità dai Cannoni Bill appartenenti all'esercito di Bowser. Hanno un atteggiamento di superiorità. In Super Mario Bros. possono essere facilmente abbattuti con un salto, ma sono infiniti. In Super Mario Bros. 3 arrivano i Pallottoli Bill lampeggianti, che, dopo aver superato Mario, ritorneranno indietro nel tentativo di colpirlo. In Super Mario World non vengono lanciati da cannoni, ma si abbattono sui fratelli da ogni direzione; in più a volte compare anche una versione più grande: il Banzai Bill. In Super Mario 64 sono presenti solo in pochi livelli e non possono essere abbattuti.
In Mario & Luigi: Superstar Saga sono molto frequenti nella fortezza di Bowser e possiedono anche un fucile. In Mario Party 9 compaiono due minigiochi a loro dedicati: "Schiva i Pallottoli Bill" e "Formula Pallotto Bill". In Super Smash Bros appare sia come trofeo da ottenere sia come ostacolo nel livello della principessa Peach, dove esplode dopo l'impatto con il suolo. In Super Princess Peach ci sono i Ted Torpedine, che sono Pallottoli Bill in versione subacquea. In Super Paper Mario compaiono solo una volta al livello 3-1, e sono facilissimi da sconfiggere.
In Super Mario Galaxy e in Super Mario Galaxy 2 è possibile fare avvistare il personaggio dai Pallottoli Bill, che poi lo seguiranno. Diventa possibile così manovrare il missile per guidarlo contro una cupola di vetro per frantumarla. Ricompare anche il Banzai Bill. In Mario Kart DS e in Mario Kart Wii ostacolano i nemici che incontrano e curvano automaticamente. In New Super Mario Bros. Wii appaiono anche delle versioni gigantesche, più grosse dei Banzai Bill e invincibili anche a Mario Stella: sono chiamati King Bill. Distruggono qualsiasi tipo di blocco e sono molto difficili da schivare, perché sono davvero enormi e veloci. Appaiono solo nel livello 9-8. In Mario & Luigi: Viaggio al Centro di Bowser, Bowser lancia un Banzai Bill nel castello di Bowser, invaso da Sogghigno.
In Mario & Sonic ai Giochi Olimpici Invernali appare come boss Mega Pallotolo Bill. In New Super Mario Bros. U appaiono versioni sparate da Roy che inseguono Mario e se lui scappa per circa 10 secondi da lui esploderà.

#### Paratroopa
Il Paratroopa (パタパタ?, Patapata) è un Koopa con le ali. È apparso per la prima volta in Super Mario Bros. e ha il guscio di due colori: Verde (vola saltellando e davanti a un dirupo cade) e Rosso (di solito si trova sopra i grandi buchi e vola saltellando o andando dall'alto verso il basso, posizionato apposta per dar fastidio durante i salti, ma può essere usato come propulsione saltandovi sopra).
Riappare in tutti gli altri giochi della serie Super Mario Bros., eccetto che in Super Mario Bros. 2. Da Super Mario World i Paratroopa hanno le scarpe. Appare anche in Super Mario RPG: Legend of the Seven Stars e in tutti i giochi della serie Paper Mario.  In Paper Mario si trova un Paratroopa postino (Koopostino) durante l'introduzione del gioco. Non appare in nessun gioco Mario & Luigi, tranne che in Mario & Luigi: Viaggio al centro di Bowser: in questo gioco ne appaiono tre con il guscio blu: insegneranno al giocatore come utilizzare i Blocchi Guscio e i Gusci Koopa Blu e gli doneranno un attacco speciale.
Appare giocabile in alcuni giochi sportivi: in Mario Kart: Double Dash!! è utilizzabile fin dall'inizio e fa coppia con Koopa Troopa; in Mario Power Tennis è da sbloccare, è di tipo tecnico, è tra i più veloci e ha il tuffo di recupero più lungo del gioco. Viene considerato da molti il personaggio migliore da utilizzare; in Mario Slam Basketball è di nuovo sbloccabile ed è un Acrobata e in Mario Superstar Baseball e Mario Super Sluggers c'è sia Paratroopa con il guscio verde, sia quello con il guscio rosso: le descrizioni delle abilità dei due tipi di Paratroopa sono: Paratroopa verde (bilanciato) e Paratroopa rosso (con salti molto alti).

#### Pesce Smack
Il Pesce Smack (Cheep-Cheep in inglese e Pukupuku (プクプク?) in giapponese) è un pesce rosso e bianco, con delle pinne di colore giallo e con delle grandi labbra. Compare per la prima volta nei livelli subacquei di Super Mario Bros. e, in alcuni livelli, lo si vede saltare dal basso dello schermo contro Mario. In Super Mario Bros. 3 attacca allo stesso modo, oltre a saltare fuori anche dalla lava in alcuni castelli. I Pesci Smack possono essere visti in alcuni tracciati nella serie di Mario Kart. Appaiono anche in Super Mario Sunshine nei livelli marini come Porto Giocondo e Baia dei Noki. La via più semplice di eliminarli è spruzzarli con l'acqua. Yoshi è in grado di tramutarli in piattaforme spruzzandogli addosso del succo di frutta. Compaiono anche in quasi tutti i platform di Mario, come Super Mario 64, Super Mario World e New Super Mario Bros.
Una variante del Pesce Smack più grande è il Big Bertha, un enorme Pesce Smack che inghiotte Mario e Luigi. Inoltre, un pallone da basket a forma di Pesce Smack è sbloccabile in Mario Slam Basketball. Esiste anche il Pesce Splash, è identico a quello normale tranne per il fatto che non è rosso ma verde, e l'unica caratteristica che lo differenzia è che, al contrario del normale Pesce Smack che incontri, ti inseguirà per un breve tratto sino a riprendere l'andamento normale. Ci sono anche i Pesci Smack Gialli che invece di inseguirti scappano e ci sono quelli blu, che hanno delle spine e ti inseguono finché sei in acqua. In New Super Mario Bros. vi è il Boss Smack nel mondo 3: è molto simile ai Pesce Spino ma senza le spine, può saltare fuori dall'acqua e rimbalzare temporaneamente sulla terra.

#### Pianta Piranha
La Pianta Piranha (inglese: Piranha Plant, giapponese: Pakkun Flower (パックン フラワー?, Pakkun Furawā)) è una pianta carnivora che compare in quasi tutti i titoli della serie. Generalmente, nelle avventure bidimensionali queste piante spuntano dai classici tubi appartenenti al mondo di Mario, cercando di addentarlo; alcune specie possono sputare palle di fuoco, alcune invece palle di ghiaccio, altre possiedono un corpo intero. I capi di tutte le Piante Piranha sono Pipino Piranha e Naval Piranha.
In Super Mario Bros. sbucano improvvisamente dai tubi e un semplice salto dei fratelli non può abbatterle. In Super Mario Bros. 2  sono più evolute, infatti non restano ferme ma si muovono e lanciano palle di fuoco. In Super Mario World 2: Yoshi's Island  non sono dentro tubi ed entrano in azione all'avvicinarsi di Yoshi. In Super Mario 64, non escono dai tubi, vista la loro mancanza quasi totale nel gioco, ma possiedono invece un intero corpo, cercando di azzannare Mario quando si avvicina a esse. In uno dei livelli appare inoltre una sottospecie da Super Mario Bros. 3, i Fiori Piranha, in grado di sputare fuoco. In tale livello, chiamato Isola Granpiccola, spuntano dal terreno di una piccola zona del livello, sputando, appunto, fiamme che inseguono Mario, sparendo dopo qualche secondo se non lo colpiscono; dopo aver lanciato la fiammella, i Fiori Piranha tornano sotto terra, per poi ricominciare allo stesso modo.
In Super Mario Sunshine  non sono vegetali, ma sono state create dalla malvagia pittura di Bowser Jr., inoltre appare per la prima volta il boss Pipino Piranha. In Mario Kart: Double Dash!!  e nelle serie di Mario Party costituiscono degli ostacoli in alcuni percorsi e livelli. In Mario and Luigi: Superstar Saga, oltre a quelle di normali dimensioni, ne compare una davvero enorme chiamata Uovo Piranha. In Mario Party DS il boss del primo tabellone è una Pianta Piranha.
In Mario & Luigi: Fratelli nel tempo si possono trovare sottoterra. I tubi di queste piante hanno un paio di gambe. In Super Paper Mario oltre ad agire come le normali Piante Piranha, morderanno Mario anche se si trova molto vicino a loro. Vi sono anche delle varianti che sputano gas congelante e tossico. In Super Mario Galaxy nella galassia Uovo il primo boss è proprio una Pianta Piranha preistorica, chiamata Dino Piranha.
In New Super Mario Bros. Wii appaiono molte specie di Piante Pianha: quelle normali, quelle giganti, i Fiori Piranha, i Fiori Piranha giganti, delle Piante Piranha che si possono allungare (dette Stalking Piranha Plants in inglese) e delle Piante Piranha che galleggiano sull'acqua e sputano una palla spinata verde (sono dette River Piranha Plant in inglese).
Nella serie Mario Kart sono presenti come ostacoli, oppure come temi dei tracciati: Tubirinto Piranha in Mario Kart 7, Cala Pianta Piranha e Tubodotto Piranha in Mario Kart Tour
In Super Mario 3D World e Super Mario 3D Land possono sputare inchiostro che oscura lo schermo per qualche secondo. Inoltre in Super Mario 3D World, quando sono in vaso, possono essere prese e mangiano tutti i nemici e oggetti intorno a te. In Mario Kart 8 possono essere usate come oggetti: colpiscono, mandando in testacoda, i kart vicini e garantisce una piccola accelerazione a ogni uso. Inoltre in questo gioco compare una variante, la Piantosso Piranha, nel tracciato Deserto di Tartosso. In Super Mario Odyssey sputa fuoco o veleno; in entrambi i casi si può cap-turare lanciandole in bocca un masso, altrimenti ingoierà Cappy. In Mario Tennis Aces è presente una Pianta Piranha falò come personaggio giocabile, ottenibile vincendo il torneo di giugno 2019. La Pianta si presenta di colore marrone e arancione, proprio come su 3D World.
In Mario Kart Tour è presente una Pianta Piranha sparamacchia, nei percorsi Bangkok a manetta e DS Giardino di Peach RX.

#### Pesce lisca
I Pesci lisca (inglese: Fishbone, giapponese: Fisshubōn (フィッシュボーン?)) sono Pesci Smack ridotti a una lisca. Hanno le ossa di colore bianco, le costole a punta e la coda puntuta. Hanno una grande testa e grossi occhi cavi, con enormi pupille gialle e luminescenti. Fanno la loro prima apparizione in Super Mario World e successivamente in New Super Mario Bros. Wii.
I Pesci lisca riappaiono in alcuni tracciati di Mario Kart Tour, e come tema di una tuta da gara per i personaggi Mii.

#### Sole malvagio
Il Sole malvagio (inglese: Angry Sun, giapponese: Taiyō (太陽?)) è un piccolo sole con un'espressione maligna, apparso per la prima volta in Mario Bros. 3. Si tratta di un nemico raro, difatti appare in pochi livelli, solitamente desertici. Una volta incontrato, questo nemico cercherà di scagliarsi contro Mario fino alla fine del livello, poiché esso è pressoché invincibile. Ha fatto alcune apparizioni anche nei giochi di Mario Kart nella piste desertiche. Il Sole malvagio torna dopo tanto tempo in Super Mario Maker 2, dove il suo aspetto è completamente differente. Ha infatti un'espressione neutra e il suo design ricorda il modo in cui il sole viene rappresentato nell'architettura mesoamericana. Nei livelli notturni viene sostituito da una luna che, se toccata dal giocatore, sconfigge automaticamente tutti i nemici presenti sullo schermo.

#### Spunzo
Lo Spunzo (inglese: Spike, giapponese: Gabon (ガボン?)) è un essere verde la cui abilità è generare sfere chiodate che fuoriescono dalla sua bocca. Una volta lanciate, le sfere chiodate rotolano e rompono tutto ciò che si trova sulla loro strada fino a cadere in un precipizio o a scontrarsi con un muro. Esistono due varianti dello Spunzo, cioè lo Spunzo Delle Nevi, che genera, afferra e lancia palle di neve che crescono rotolando, e il Mazzuolo. Spunzo è un personaggio giocabile in Mario Party 10, Mario Tennis Aces e in Super Mario Party Jamboree

#### Stordino
Gli Stordini (inglese: Fuzzies, giapponese: Chorobon (チョロボン?)) compaiono in Super Paper Mario, New Super Mario Bros. Wii, New Super Mario Bros. 2, Super Mario 3D Land e New Super Mario Bros. U. In Super Paper Mario sono dei nemici neri o rosa che rimbalzano continuamente. Negli altri quattro giochi hanno l'aspetto di grossi cerchi neri pieni di spuntoni con occhi bianchi, e volteggiano in aria seguendo un percorso prestabilito (in 3D Land si trovano anche su delle corde). Se vengono congelati da una palla di ghiaccio, costituiscono un'ottima piattaforma per muoversi all'interno del percorso prestabilito. Compaiono soprattutto nei livelli che si svolgono in aria.
In Mario Kart Tour tornano come ostacoli nei tracciati Roma romantica RX e Tubodotto Piranha.

#### Sumo Bro
Il Sumo Bro è una derivata specie del Martelkoopa, che ricorda per l'appunto un lottatore di sumo. Si tratta di un nemico raro apparso per la prima volta in Super Mario World e in seguito dopo moltissimi anni di assenza ha fatto il suo ritorno in New Super Mario Bros. U nella Torre delle viti, alla fine della quale è presente il Sumo Boss. I Sumo Bros attaccano battendo forte i piedi sul terreno, creando piccole onde d'urto e scosse di terremoto.

#### Swooper
Gli Swooper (chiamati Pippy in Super Mario Galaxy) sono pipistrelli di colore blu e viola. Sono apparsi per la prima volta in Super Mario World, i quali erano di colore verde e rosso. Tendenzialmente se ne stanno appesi al soffitto, per poi scendere giù e attaccare non appena il giocatore si avvicina a loro.
Gli Swooper compaiono in alcuni tracciati di Mario Kart, come Cioccocanyon, Monte roccioso, Scorci di Vancouver e Roma romantica. Compaiono inoltre sotto forma di deltaplano in Mario Kart 7 e in Mario Kart Tour.

#### Tantatalpa
La Tantatalpa (Monty Mole in inglese e Choropū (チョロプー?) in giapponese) è una talpa, caratterizzata dal fatto che aspetta il nemico prima di attaccare. Appaiono in molti giochi di Mario e la loro prima apparizione è in Super Mario Bros. 3. Appaiono come personaggi giocabili in Mario Superstar Baseball, Mario Super Sluggers, Mario Strikers Charged Football, Mario Kart Tour, Super Mario Party e Super Mario Party Jamboree. In Super Mario Galaxy essa scava sottoterra senza mai saltare fuori, tranne se si esegue uno schianto a terra nelle sue vicinanze. In questo gioco c'è anche una Tantatalpa gigante come boss, che assume gli stessi comportamenti di una Tantatalpa normale. In New Super Mario Bros, le Tantatalpe appaiono in un minigioco in cui, con lo stilo, bisogna schiacciare tutte quelle che escono ma senza schiacciare Luigi. Nello stesso gioco appare anche una Tantatalpa come boss nella storia che sta a bordo di un carro armato che spara Pallottoli Bill. Per sconfiggerla occorre saltargli sopra quando esce dalla macchina. Colpendolo sulla testa, il carro si ingrandisce sempre di più. A volte, invece, esce dal carro per lanciare una Bob-omba.
Appare anche in New Super Mario Bros. Wii: alcune inseguono Mario in modo goffo, mentre altre spuntano dai buchi nel terreno e lanciano chiavi inglesi (si chiamano Tartatalpe). In Mario Kart Wii le Tantatalpe sono presenti come ostacoli nei circuiti Prateria Verde e Ds Giardino di Peach, dove girano per alcuni tratti della pista e spesso escono in superficie. In Mario e Luigi: Viaggio al centro di Bowser le Tantatalpe sono caratterizzate da un forte accento romano. In Super Mario 3D Land appaiono da sotto dei tombini e lanciano Bob-ombe accese contro Mario.

#### Tartosso
Tartosso (Dry Bones in inglese e Karon (カロン?) in giapponese) è la versione scheletrica dei Koopa Troopa, comparso per la prima volta in Super Mario Bros. 3. Ha l'aspetto di un normale Koopa Troopa, solo che ha il corpo scheletrico, e come essi è uno scagnozzo del perfido Bowser. Non può essere sconfitto con un semplice salto di Mario, perché dopo essere stato colpito si ricompone. Appare anche in Mario & Luigi: Superstar Saga dove però non presenta caratteristiche particolari rispetto agli altri nemici. A partire da Mario Superstar Baseball, Tartosso è un personaggio giocabile.
In Mario Party 7, stranamente combatte contro Bowser ed è alleato con Boo. Torna a essere un personaggio utilizzabile in Mario Kart DS e Mario Kart Wii, nei quali possiede un veicolo leggero. In New Super Mario Bros. nei castelli dei vari mondi alcuni Tartossi sono giganti. Tartosso appare come boss in Mario Party DS. I Tartossi riappaiono anche in New Super Mario Bros. Wii, nelle versioni normali e giganti. In Mario Party 8 e Super Mario Party è un personaggio giocabile. Qui per sconfiggerlo puoi congelarlo e poi lanciarlo via. Sin dalla prima apparizione, i Tartossi sono immuni alle palle di fuoco, ma non al fuoco in generale: infatti in Super Paper Mario per sconfiggerli si può usare la fiammata di Bowser. Gli unici modi per sconfiggerli definitivamente negli altri giochi sono: il mantello di Mario Cappa (Super Mario World), congelandoli con Mario Ghiaccio o Mario Pinguino (New Super Mario Bros. Wii) e distruggendo il blocco di ghiaccio, con Mega Mario (New Super Mario Bros.) o toccandoli con il potere della Super Stella.
In Super Mario Galaxy 2 i Tartosso rincorrono Mario o Luigi fino a che non incontrano scale, dislivelli o burroni. Un modo però per ottenere punti facili in New Super Mario Bros. e in New Super Mario Bros. Wii, è quello di continuare a saltare sui Tartosso. Per ogni salto su questi si guadagna 200 punti e si può continuare all'infinito ottenendo punti infiniti. Non si può sconfiggere saltandoci sopra come al solito.
Tartosso è un rivale in Mario & Sonic ai Giochi olimpici invernali, Mario & Sonic ai Giochi Olimpici di Londra 2012, Mario & Sonic ai Giochi Olimpici Invernali di Sochi 2014. Nella serie dei giochi olimpici invernali, ti sfiderà in Curling; nella sua apparizione dei giochi estivi, ti sfiderà in Tennis da tavolo e vorrà la rivincita in Ostacoli Sogno.
Tartosso appare anche in Mario Tennis Aces come personaggio giocabile, ottenibile vincendo il torneo di maggio 2019.

#### Tatanga
Tatanga è un piccolo alieno completamente viola con delle grosse orecchie e dei canini appuntiti. Il suo punto di forza è il particolare disco volante su cui viaggia, caratterizzato da una forma tondeggiante, con un grande vetro sulla parte anteriore e due cannoni striati ai lati della navicella. Sulla parte inferiore risiede un motore a reazione che permette al mezzo di librarsi in volo. È apparso per la prima volta in Super Mario Land come boss finale per poi ritornare in Super Mario Land 2: 6 Golden Coins, più precisamente nel livello Space Zone.

#### Tipo Timido
Tipo Timido (Heihō (ヘイホー?) in giapponese, Shy Guy in inglese) è una creatura che, come suggerisce il nome, possiede un carattere molto schivo. Dopo la sua comparsa in Super Mario Bros. 2 è divenuto uno dei nemici principali della serie. È un piccolo omino vestito di rosso con una maschera bianca che gli copre il viso. Possono essere vestiti di rosso (continuano a camminare in una direzione cadendo anche in burroni), blu (o rosa) (camminano avanti e indietro su una stessa piattaforma, senza mai cadere) e inoltre vi è una versione gigantesca. In Super Mario World 2: Yoshi's Island appaiono spesso vari esemplari: possono essere rossi o blu, e talvolta hanno dei trampoli oppure una lancia e uno scudo (questi ultimi prendono il nome di Tipo Selva). In Luigi's Mansion appaiono in una forma spettrale, di colore rosso, verde, blu o giallo, hanno una maschera bianca e sono armati di lancia. Appare come ostacolo nei titoli delle serie Mario Party e Mario Kart. In Mario e sonic ai Giochi Olimpici Invernali e Mario e Sonic ai giochi olimpici di Londra 2012 è uno spettatore agli eventi.
In Mario Power Tennis è, invece, uno dei personaggi utilizzabili dall'inizio del gioco e fa coppia con Boo. Inoltre, può essere usato come personaggio giocabile anche in Mario Kart DS utilizzando la modalità più giocatori in semplice con qualcun altro (in questo caso sarà il secondo giocatore a giocare con Tipo Timido), in Mario & Luigi: Fratelli nel tempo esistono dei tipi timidi in forma spettrale (Tipi Boo) e tipi timidi con un cannone (Tipi Boom). Compaiono inoltre Snifaraoni (Snifit in dei sarcofagi) e tipi timidotteri. In Mario Power Tennis Wii le abilità speciali di offesa e difesa consistono nel trasformare la racchetta in una lancia tribale: nell'offesa Tipo Timido cambia maschera (dalla bianca a una marrone con disegni tribali) e comincia a fare una danza della pioggia (dove si sente anche parlare e cantare) che dà una scossa alla palla, in modo che stordisca chi la tocca. La mossa di Difesa invece consiste nel prendere una lunghissima lancia con attaccata la racchetta e di prendere al volo la palla. Inoltre quando Tipo Timido vince un torneo, nel filmato Luigi gli dà la coppa, però Tipo Timido cade per terra perdendo la maschera e rimettendosela subito dopo, nel frattempo Luigi, che lo ha visto in volto, rimane attonito per tutto il resto della premiazione. In Mario Party 8 esiste un tabellone che si chiama "Il Treno Senza Freno di Tipo Timido" in cui Tipo Timido è il macchinista del treno, ma ve ne sono altri due come cuochi. I Tipi Timidi possiedono diverse sottospecie, tutte con caratteristiche particolari che la creatura normale non possiede. Gli Snifit sono simili al Tipo Timido ma la loro maschera è differente. Essa è di metallo, e in corrispondenza della bocca possiede una specie di cannone che consente a queste creature di sparare proiettili neri. Raramente si vedono in movimento, in quanto preferiscono rimanere fermi e sparare verso il giocatore. In Super Mario 64, gli Snifit non appaiono, ma appare una sottospecie chiamata Snufit che hanno la capacità di volare, non hanno i piedi ma una coda simile a quella dei Boo e sanno sputare sfere d'acciaio simili a proiettili.
Il Tipo Timidottero è apparso per la prima volta in Super Mario World 2: Yoshi's Island. Questa variante del Tipo Timido ha una piccola elica sulla testa che gli consente di spostarsi in volo. In seguito sono riapparsi nei giochi più importanti della serie, come in Super Mario 64 e Yoshi's Island DS e, per la prima volta, come personaggi giocabili in Mario Power Tennis. Il Furfo è apparso per la prima volta in Super Mario World 2: Yoshi's Island. Ruba il neonato che Yoshi ha sul guscio. Appare anche in Paper Mario. In Mario Party 8 ruba i soldi agli altri. In Mario Party 9 è un personaggio sbloccabile. In Mario Kart 7, Super Mario Party e in Super Mario Party Jamboree è un personaggio giocabile in tutte le modalità. Appare come personaggio giocabile anche in Mario Tennis Aces, ottenibile vincendo il torneo in doppio di dicembre 2018.
In Mario Kart 8 e in Mario Kart Tour è un personaggio giocabile con diverse colorazioni. In quest’ultimo sono presenti alcune varianti come ninja, chef e esploratore.

#### Torcibruco
Il Torcibruco (Wiggler in inglese, Hanachan (ハナチャン?) in giapponese) è una specie di bruco giallo molto più grosso di quelli reali. È composto da 5 sezioni circolari, delle quali la prima ha gli occhi, il nasone, la bocca e il caratteristico fiorellino, mentre le altre quattro hanno dei cerchi marroni e arancioni e due piedi con scarpe viola ognuno. Se si salta sopra di essi diventeranno rossi e velocissimi. In più è apparso come personaggio nel gioco Mario Power Tennis. Esiste inoltre il Megatorcibruco ma che non è da non confondere con l'originale in quanto è un Torcibruco buono dalle enormi dimensioni, che trasporta Mario attraverso alcuni livelli di New Super Mario Bros.. In Mario Kart 7, Mario Kart 8 Deluxe e Mario Kart Tour Torcibruco diventa un personaggio giocabile. In Mario Party 9 è il boss finale del tabellone "Il sentiero di Toad", ed è anche un veicolo disponibile per lo stesso tabellone. In Super Mario Odyssey appare una variante di Torcibruco chiamata Torcibruco Tropicale, che possiede più colori, delle spine sul dorso, un paio di guanti e si può allungare, in più appare come boss Torcibrucobot, ovvero un Torcibruco robotico, ha il corpo metallico e quattro zampe per ogni sezione.
Il Torcibruco è un grande bruco giallo, con il corpo diviso in tante sezioni di forma sferica. Sopra ogni sezione è presente una macchia a forma di cerchio di colore marrone. Ogni Torcibruco ha un motivo di macchie diverse sul suo corpo. Il corpo della creatura è composto da quattro sezioni (cinque, includendo la testa) e ognuna di esse ha due gambe, complete di scarpe rosse per ognuno degli otto piedi. Ha un grosso naso marrone, due piccoli occhi neri e due guance paffute, mentre la sommità della testa è adornata da un vistoso fiore bianco. Apparentemente pacifici, se stuzzicati diventano aggressivi, perdono il loro fiore, i loro occhi diventano bianchi e il loro corpo rosso. Quando sono arrabbiati, la loro velocità aumenta.
Appare per la prima volta in Super Mario World, nella Forest of Illusion. In questo gioco, non possono essere sconfitti col normale salto, ma solamente ingoiandoli con Yoshi, toccandoli con una stella o colpendoli col mantello. In Super Mario RPG, diversi Torcibruchi risiedono nel Forest Maze, dove possono essere scovati mentre dormono. Saltando su di essi, è possibile ottenere delle monete, mentre dentro le caverne saltarci sopra li farà arrabbiare. In questo gioco compaiono con sei piedi invece dei tradizionali otto, anche se stranamente nell'artwork ne possiedono otto. In Mario Party il Torcibruco ha diverse apparizioni, soprattutto in Mario Party 2, dove appare un Torcibruco femmina di nome Hootenanny. In Mario Party 5, 6 e 7 il Torcibruco ha la propria capsula, la quale viene usata per arrivare direttamente alla stella sul tabellone. In Mario Party DS, appare un tabellone chiamato Giardino di Torcibruco, nel quale un Torcibruco chiede a Mario e ai suoi amici di liberare il luogo da una malvagia Pianta Piranha.
In Super Mario 64 e il suo remake un Torcibruco è il boss del livello chiamato Isola Granpiccola. Nascosto dentro una montagna nella sommità del livello, il Torcibruco va sconfitto saltando sulla sua testa. Dopo tre colpi, la creatura diventerà minuscola cadendo dalla griglia che fa da pavimento alla stanza dello scontro e lascerà al giocatore la Stella. In Super Mario Sunshine, un Torcibruco gigante di colore verde appare come boss nel Lido Raggiante. Per sconfiggerlo, Mario deve calpestare una delle sezioni del suo corpo, dopo averlo stordito facendolo schiantare contro delle dune di sabbia. Una volta sconfitto, il Torcibruco diventa sabbia e si dissolve. In Mario e Luigi: Fratelli nel tempo, appare lo Storcibruco, un Torcibruco Shroob che è il primo boss del gioco. Nel sequel Mario e Luigi: Viaggio al centro di Bowser, Torcibruco fa la guardia a una grossa carota. Quando Bowser la strappa dal terreno, il bruco si arrabbia e lo si deve affrontare, ma dopo averlo sconfitto dice a Bowser di mangiare la carota. Ancora più avanti in Mario e Luigi: Dream Team Bros. Torcibruco appare a Risvegliopoli dove ha trovato un prato fiorito e viene scambiato per un buttafuori da Champo, quest'ultimo dirà a Mario e gli altri di ottenere più punti ESP e di tornare. Champo farà arrabbiare Torcibruco e alla fine si deve sconfiggere prima lui e poi Champo. Torcibruco dopo la lotta comincerà a inseguire furiosamente Champo per avergli distrutto il giardino.
La sua prima apparizione come personaggio giocabile è in Mario Power Tennis, nel quale è un personaggio difensivo (come Waluigi). La sua mossa difensiva consiste nel trasformarsi in Fiorfalla e raggiungere la pallina al volo. Quando usa l'attacco offensivo, invece, diventa rosso e colpisce la palla con furia. In Mario Kart DS appare come boss nel settimo livello delle missioni. In Mario Kart Wii invece, alcuni Torcibruchi giganti appaiono come ostacolo nella Pista degli Aceri. Recentemente, sono apparsi in New Super Mario Bros e Super Mario Galaxy, dove agiscono come loro solito, e in Super Princess Peach, dove un Torcibruco appare come boss del quarto mondo.
Torcibruco è apparso in Mario Kart 7. È di peso medio e se viene colpito da qualcosa si arrabbia, diventa rosso e la sua velocità aumenta.
Proprio come un bruco, il Torcibruco ha diversi stadi di crescita. Appena nato, è noto come Squiggler. Questa forma base del Torcibruco possiede solo tre sezioni di corpo, è di colore giallo pallido e possiede due foglioline in testa anziché un fiore. Questa forma del Torcibruco appare solamente nel livello 7-A di New Super Mario Bros.. Una volta cresciuto, lo Squiggler diventa un Torcibruco e in seguito una Fiorfalla (Flutter in inglese). La Fiorfalla è simile al Torcibruco ma possiede due sezioni di corpo, due gambe e due braccia. Nella schiena ha due ali di cui si serve per volare. Le Fiorfalle appaiono per la prima volta in Yoshi's Island e riappaiono in seguito in Tetris Attack. In Mario Party 5 e 6 esiste la capsula della Fiorfalla che serve a rubare monete ai nemici, mentre in Mario Party 7 questa capsula serve ad arrivare direttamente alla stella.

#### Twomp
I Twomp (inglese: Thwomp, giapponese: Dossun (ドッスン?)) sono enormi massi grigi quadrati con bocca, occhi e (talvolta) spine. Sono immobili, ma si schiantano a terra non appena Mario passerà vicino a loro, per impedirgli di proseguire, oppure si schiantano a terra a intervalli regolari. Normalmente sono indistruttibili, però oggetti come la Stella, il Megafungo, il Super Martello di Mario Maker o il Tarta-scatto del Guscio Blu possono ridurli a pezzi. A partire da Super Mario Bros 3 sono comparsi in ogni gioco della serie principale, escluso il capitolo di Super Mario Sunshine. Il Twomp è una delle varie trasformazioni di Kirby nei giochi di Super Smash Bros. e in Ultimate il Twomp appare pure come assistente.
Sono ispirati alla figura mitologica dei nurikabe, yōkai che si manifestano come un muro che, durante la notte, impedisce o dirotta il cammino dei viaggiatori.

#### Womp
I Womp (inglese: Whomp, giapponese: Battan (バッタン?)) agiscono in maniera simile ai Twomp. Hanno l'aspetto di grosse lastre di pietra con gambe e braccia. In Super Mario 64 hanno sulla schiena una crepa coperta da un cerotto a X, in Super Mario Galaxy 2 hanno al suo posto il simbolo dello schianto a terra. Compaiono per la prima volta in Super Mario 64, dove si muovono su e giù, schiantandosi di faccia non appena Mario è abbastanza vicino, per schiacciarlo. Quando si sono schiantati, la schiena rimarrà vulnerabile e basterà un semplice schianto a terra per distruggerli. Il loro re, Re Womp, compare sia in Super Mario 64 e in Super Mario Galaxy 2: è più grosso di un normale Womp e indossa una corona. I Womp compaiono in seguito anche nelle serie di Mario Party come personaggi di tabellone e in Mario Kart Tour come ostacoli nel tracciato Gita a Berlino. In Mario Party 9 un Womp è il boss della torre nel tabellone La fabbrica di Bob-omba.